# 三瓶山
三瓶山（さんべさん : Mt. Sanbe）は、島根県のほぼ中央部、大田市と飯石郡飯南町にまたがりそびえる火山。大山火山帯に属する。2003年（平成15年）の活火山の定義見直しで活火山に指定された。大山隠岐国立公園の一部。日本二百名山に選出されている。

## 概要
三瓶山は直径約5キロメートル (km) のカルデラの中に主峰の男三瓶山 (1126メートル〈m〉) 、女三瓶山 (957 m)、子三瓶山 (961 m)、孫三瓶山 (907 m)、太平山 (854 m)、日影山 (718 m) の6つの峰が室の内と呼ばれる直径約1.2 kmの爆裂火口を囲んで配列しており、火口の中には室の内池と呼ばれる火口湖が存在している。太平山以外の4つの峰はいわゆる外輪山ではなく、デイサイトからなる溶岩円頂丘（円頂丘溶岩）であり、太平山は、爆発的噴火によって吹き飛ばされた土砂と火山砕屑物が積もって出来た山である。室の内池は水深1.4 m足らずの浅い池で流入する河川もなく、貧栄養池とされる。火口はこのほか奥の湯火口があり、ここに三瓶温泉の泉源がある。西の原の西側に浮布池、北の原には姫逃池があり、浮布池は三瓶山の噴火でできた堰止湖でもある。
大山隠岐国立公園の一部に指定されており、男三瓶山北麓から室の内にかけて広がる自然林は「三瓶山自然林」として国の天然記念物に指定されている。これは、標高800 m以上にはブナ林、それ以下にはコナラやミズナラなどの高木が茂る森林である。裾野には牧場や畑が広がっており、放牧が盛んである。女三瓶山の山頂には松江・米子 テレビ・FM放送所と浜田テレビ・FM放送所を結ぶ固定局が設置されている。
|  |  |

## 火山活動
三瓶山の活動は、約10万年前に始まったと考えられている。その後も7回の活動期があり、完新世には約5000年前と約4000年前（いずれも暦年代）に活動を行った。中国地方では最も若い火山で、山口県の阿武火山群とともに活火山に指定されている。三瓶山の第1期-第4期の活動では比較的広範囲に火山灰を供給しており、約10万年前の「三瓶木次軽石 (SKP)」や約1.6万年前の「三瓶浮布軽石 (SUP)」などは広域火山灰として東北地方までの日本列島の広い範囲に分布し、地質学や考古学の調査において鍵層として適用されている。日影山は最も古い時期に形成された山である。4000年前の最後の噴火で、室の内が陥没して現在の地形が形成され、吹き飛ばされた火山砕屑物が堆積したのが太平山である。男三瓶山などの4つの峰は、カルデラの内側に取り残された。室の内池から西側に200 mほどの場所に噴気孔があり、以前は鳥などが死ぬことがあったことより鳥地獄と呼ばれている。しかし、2012年の気象庁の観測では噴気や高熱地帯などの火山活動は一切観察されていなかった。室の内池は純粋な意味での火口に水がたまったものではなく、斜面の崩壊によって室の内に流入した土砂によって埋め立てられ、一番標高の低い部分に雨水が溜まったものである。2012年12月より三瓶山周辺施設に地震計が臨時に設置されたが、1年間の観測で火山性地震は観測されなかった。

### 主な火山活動
| 年代      | 活動期    | 噴出物                 | 噴出量 (DRE km3) | 主な岩石       | 噴火様式                                                       |
| --------- | --------- | ---------------------- | ---------------- | -------------- | -------------------------------------------------------------- |
| 1.2-0.9Ma | 先三瓶    | 森田山火山             | 不明             | デイサイト     | 溶岩ドーム                                                     |
| 105ka     | 第Ⅰ期噴火 | 粕淵火砕流堆積物       | 不明             | -              | プリニー式噴火：火砕流（SKテフラに先行）                       |
| 105ka     | 第Ⅰ期噴火 | 三瓶木次テフラ         | 12               | -              | プリニー式噴火：火砕流、降下火山灰、降下軽石                   |
| 90ka      | 第Ⅰ期噴火 | 古三瓶溶岩             | 不明             | デイサイト     | 溶岩流                                                         |
| 70ka      | 第Ⅱ期噴火 | 三瓶雲南テフラ         | 6                | 流紋岩         | プリニー式噴火：降下火山灰・軽石                               |
| 70ka      | 第Ⅱ期噴火 | 三瓶大田テフラ         | 6                | 流紋岩         | プリニー式噴火：降下火砕物、火砕流                             |
| 70ka      | 第Ⅱ期噴火 | 小屋原降下火山灰堆積物 | 6                | -              | 降下火山灰                                                     |
| 40ka      | 第Ⅲ期噴火 | 三瓶池田テフラ         | 2.4              | デイサイト     | プリニー式噴火：降下火山灰・軽石（、火砕流）                   |
| 19ka      | 第Ⅳ期噴火 | 日影山溶岩流           | 0.15             | デイサイト     | 溶岩流、溶岩ドーム                                             |
| 19ka      | 第Ⅳ期噴火 | 果瀬谷火砕流堆積物     | 2.4              | デイサイト     | 火砕流                                                         |
| 19ka      | 第Ⅳ期噴火 | 小田サージ堆積物       | 2.4              | デイサイト     | 火砕サージ                                                     |
| 19ka      | 第Ⅳ期噴火 | 小田火砕流堆積物       | 2.4              | -              | 準プリニー式噴火：火砕流                                       |
| 19ka      | 第Ⅳ期噴火 | 浮布降下軽石堆積物     | 2.4              | デイサイト     | 火砕流、降下火山灰、降下軽石、火砕サージ                       |
| 19ka      | 第Ⅳ期噴火 | 緑ヶ丘火砕流堆積物     | 2.4              | デイサイト     | 火砕流、降下火山灰、降下軽石、火砕サージ                       |
| 19ka      | 第Ⅳ期噴火 | 浮布火山灰堆積物       | 2.4              | デイサイト     | 火砕流、降下火山灰、降下軽石、火砕サージ                       |
| 13⇔12.9ka | 第Ⅴ期噴火 | 切割降下火山灰堆積物   | 不明             | -              | ブルカノ式噴火?：降下火山灰                                    |
| 5.6⇔5.5ka | 第Ⅵ期噴火 | 志学降下火山灰堆積物   | 不明             | -              | ブルカノ式噴火：降下火山灰                                     |
| 5.6⇔5.5ka | 第Ⅵ期噴火 | 志学火砕流堆積物       | 不明             | デイサイト     | 火砕流 (Block-and-ash flow)                                    |
| 5.6⇔5.5ka | 第Ⅵ期噴火 | 角井降下火山灰堆積物   | 不明             | -              | ブルカノ式噴火：降下火山灰、火砕サージ                         |
| 3.87ka    | 第Ⅶ期噴火 | 志津見降下火山灰堆積物 | 2.6              | -              | 降下火山灰                                                     |
| 3.87ka    | 第Ⅶ期噴火 | 三瓶円頂丘溶岩         | 2.6              | デイサイト     | 溶岩流、溶岩ドーム                                             |
| 3.87ka    | 第Ⅶ期噴火 | 立石岩屑なだれ堆積物   | 2.6              | （デイサイト） | 岩屑なだれ                                                     |
| 3.87ka    | 第Ⅶ期噴火 | 奥ノ湯火砕流           | 2.6              | -              | 火砕流、土石流                                                 |
| 3.87ka    | 第Ⅶ期噴火 | 太平山火砕堆積物       | 2.6              | デイサイト     | 火砕流 (Block-and-ash flow) ブルカノ式噴火：降下火山灰 (VEI 4) |
| 3.87ka    | 第Ⅶ期噴火 | 伊比谷岩屑なだれ堆積物 | 2.6              | -              | 岩屑なだれ                                                     |
| 1.4⇔1.3ka | 第Ⅷ期噴火 | 山頂火山灰堆積物       | -                | -              | 水蒸気噴火?                                                    |

## 古文書での三瓶山
石見国と出雲国の国境に位置する三瓶山は、『出雲国風土記』が伝える「国引き神話」に登場する。国引き神話では、三瓶山は鳥取県の大山と共に国を引き寄せた綱をつなぎ止めた杭とされている。『出雲国風土記』では、三瓶山は「佐比売山（さひめやま）」の名で記されている。奈良時代の二字好字令によって「三瓶山」と表記されるようになった。なお、「佐比売」の名は1954年（昭和29年）に大田市に合併するまでの地名「佐比売村」として残っていた。

## 観光・名所
山麓には東の原、西の原、北の原のなだらかな地形が広がり、それぞれを結ぶように山の周囲を島根県道40号川本波多線、島根県道30号三瓶山公園線、三瓶山第一高原道路、三瓶山第二高原道路が周回する。
東の原には大田市が所有する三瓶観光リフト（延長856m、標高差255m）がある。リフト終点から太平山には徒歩数分、女三瓶山には徒歩20分で登ることができる。夏季には2万人前後（2020年には約2万5千人）が利用する。かつては冬季もさんべ温泉スキー場のリフトとして使用されていたがスキー場は2009年に閉鎖されている。指定管理者のさんべ観光から2021年7月末で施設管理担当者が退職することになったため運休することを市に申し出た。三瓶観光リフトは2021年8月1日から運休となるため、市はさんべ観光に運行の継続を要望するとともに新たな指定管理者の公募も検討された。2021年11月13日、飯南町の飯南トータルサポートが新たな運営管理者となり三瓶観光リフトは再開された。
写真家の須藤英一は西の原にある草原が新緑の春から夏にかけて美しく、中でも一番の見所と評している。なお、西の原には江戸時代に一里塚として植えられたクロマツ「定めの松」が道路を挟んで東西1本ずつあったが、西の松は2007年に枯死が確認されて伐採され、東の松も2023年6月に枯死が確認された。
北の原は島根県立三瓶自然館（サヒメル）や国立三瓶青少年交流の家などの社会教育施設とキャンプ場がある。
北麓の三瓶町多根小豆原地区には約4000年前の活動で埋積された巨木群が存在し、「三瓶小豆原埋没林」として国の天然記念物に指定されている。スギを中心とする森林がそのまま埋積されたもので、大きなものでは高さ12 m、直径2.5 mを超える幹が直立している。この埋没林は「三瓶小豆原埋没林公園」として公開されている。
各峰を縦走する登山道や、室の内火口に下りる登山道等が整備されている。登山口は4か所あり、登山口と山頂までの標高差はそれほど大きくないが各山は釣鐘型で傾斜が強く、途中に水場もないために難易度は低くないとされる。男三瓶山山頂には避難小屋の三瓶山頂小屋があり、1500万円かけて2010年に建て替えられた。山開きは毎年4月で11月までが夏山シーズン。北の原には、悲恋の伝説で有名な姫逃池（ひめのがいけ）がある。2008年には三瓶山一帯に60万人の観光客が訪れた。浮布池の湖畔にはかつてレジャーランド施設の「三瓶グリーンランド」があったが、1986年10月に閉鎖された。

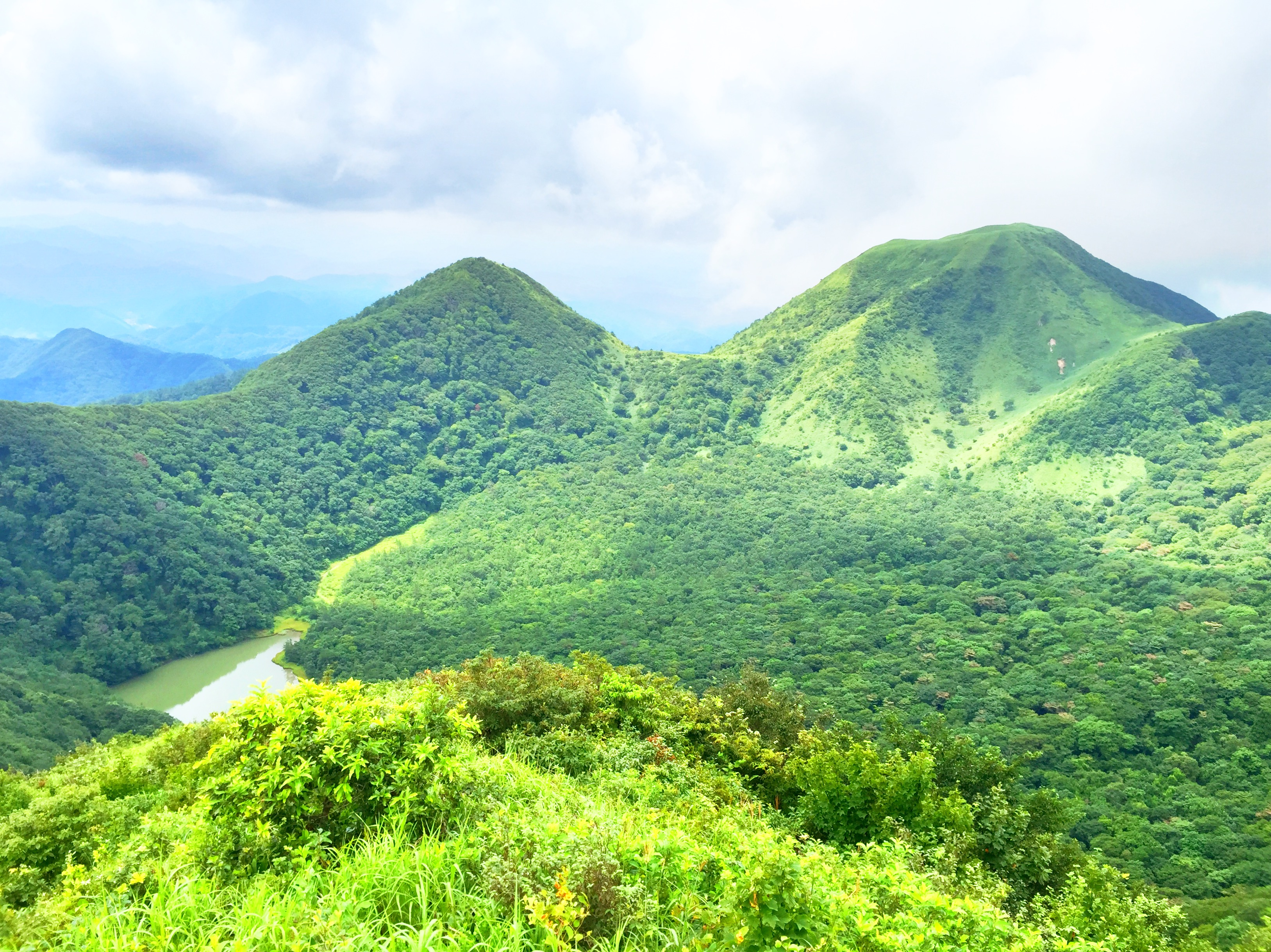
女三瓶山から眺めた火口。子三瓶山（右）と孫三瓶山（左）。左下が火口湖の室の内池。
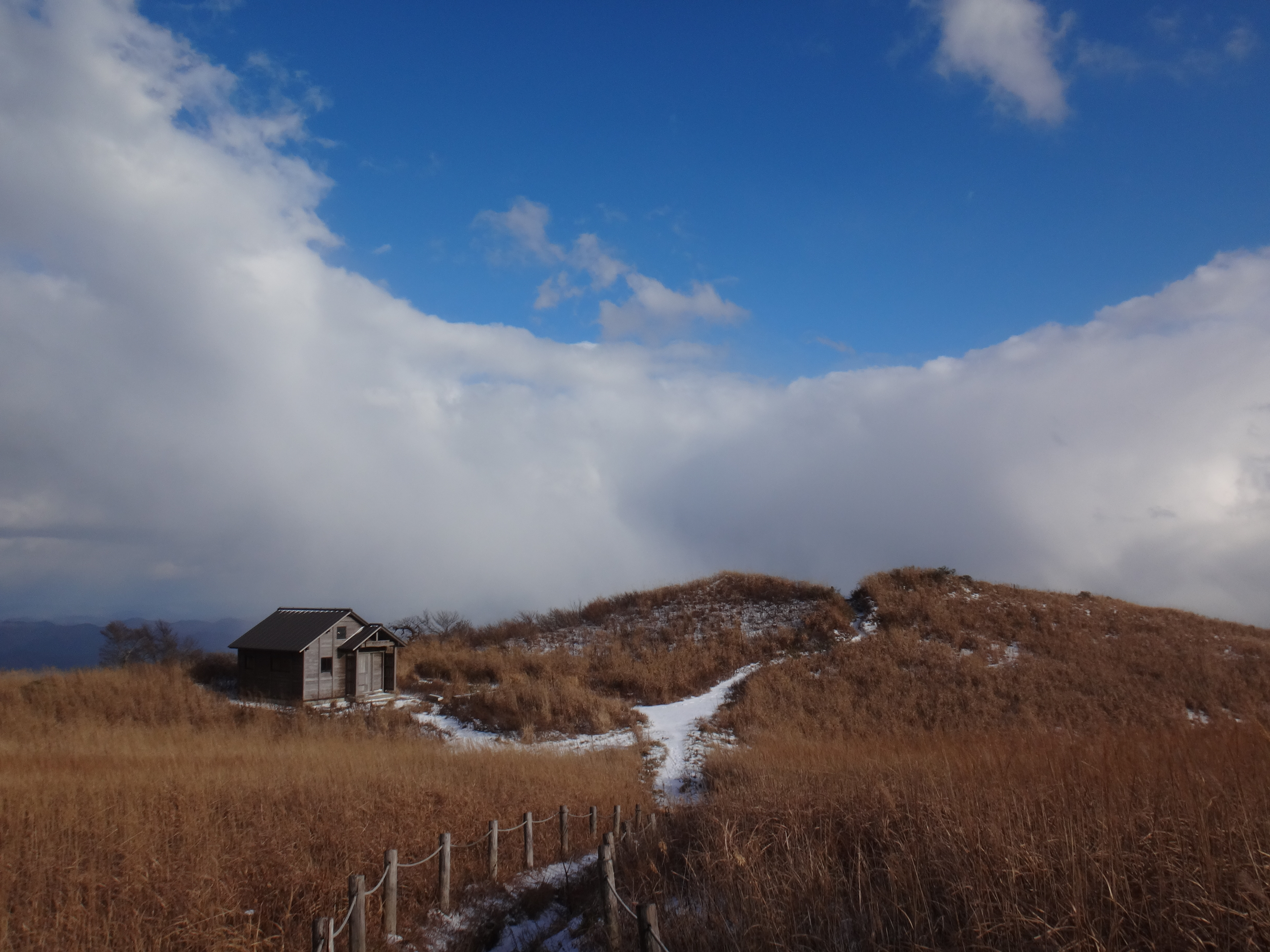
ススキが生い茂る山頂付近。
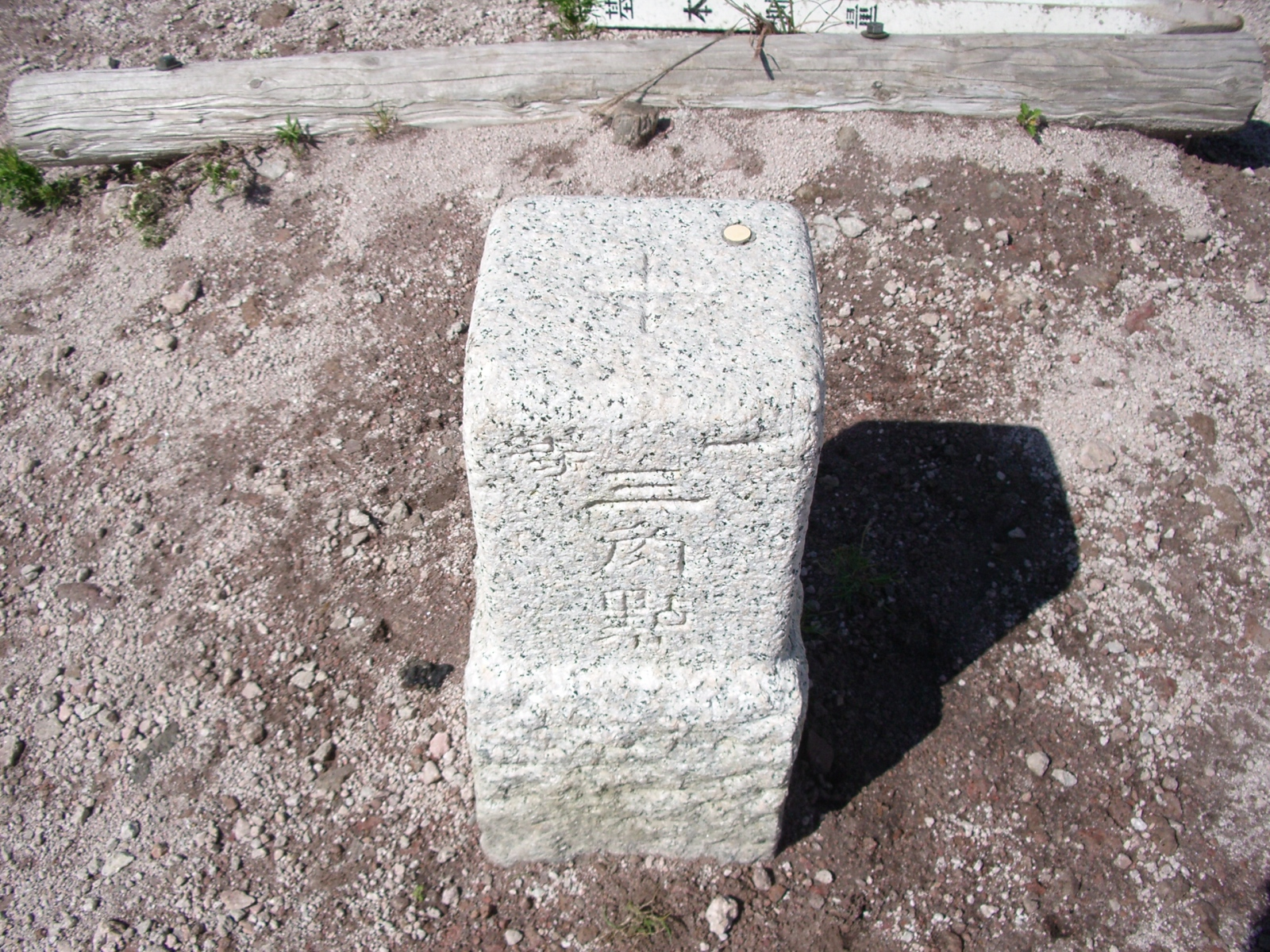
男三瓶山頂の一等三角点。
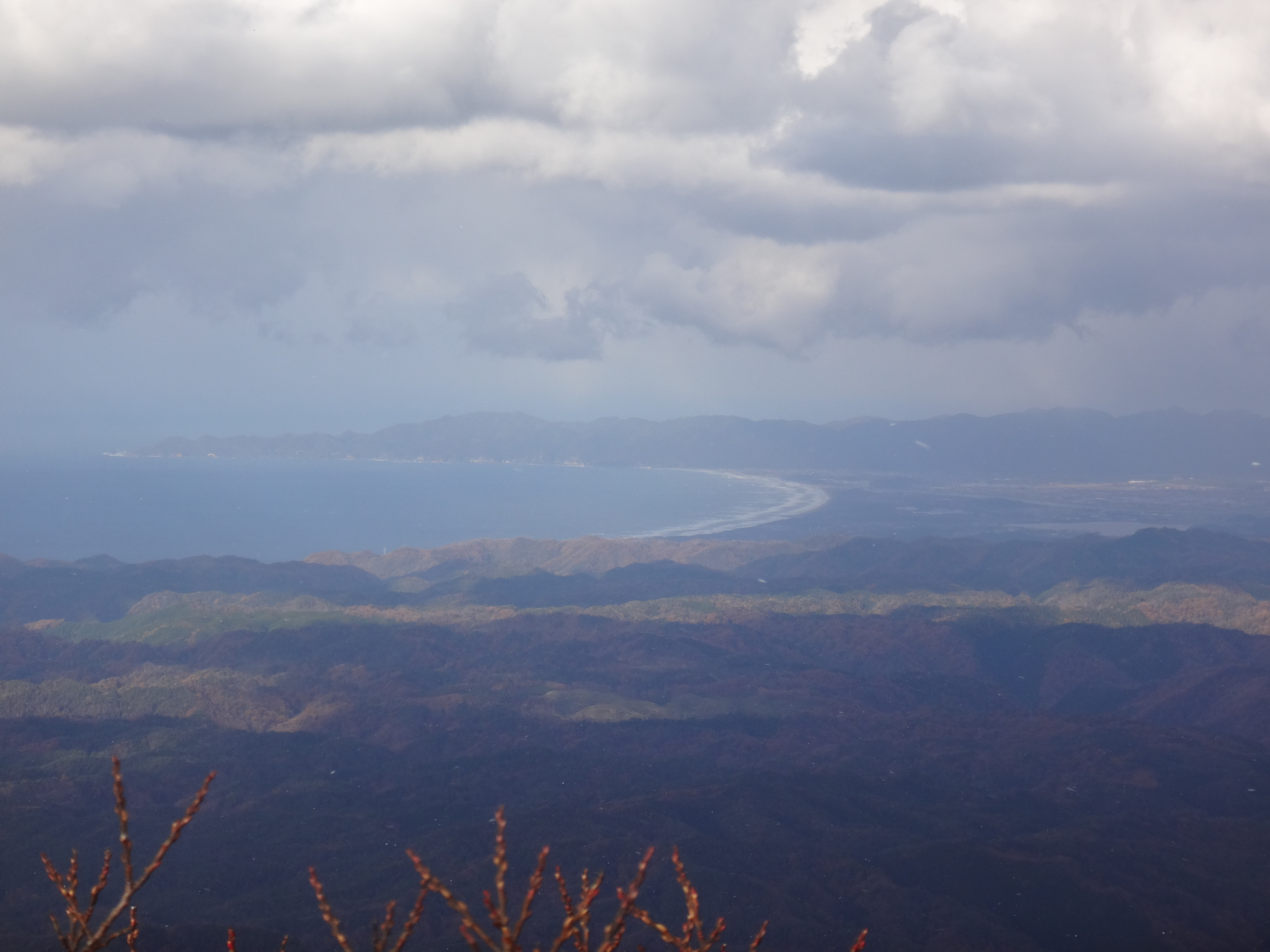
薗の長濱は国引き神話を彷彿させる。
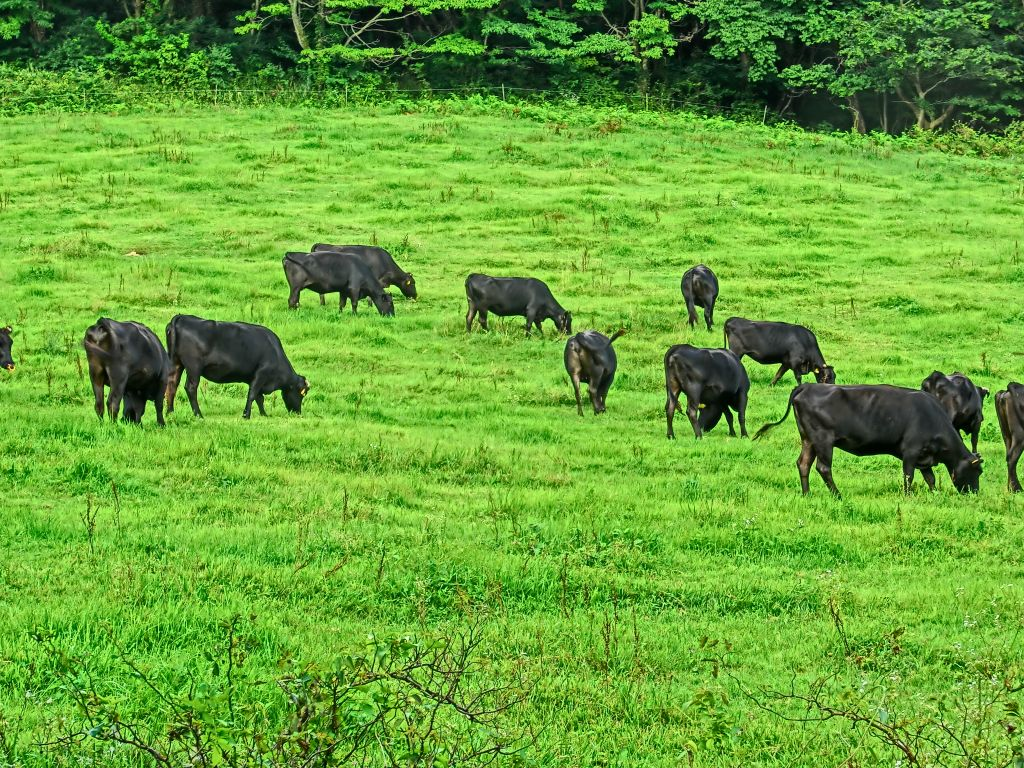
裾野での放牧。
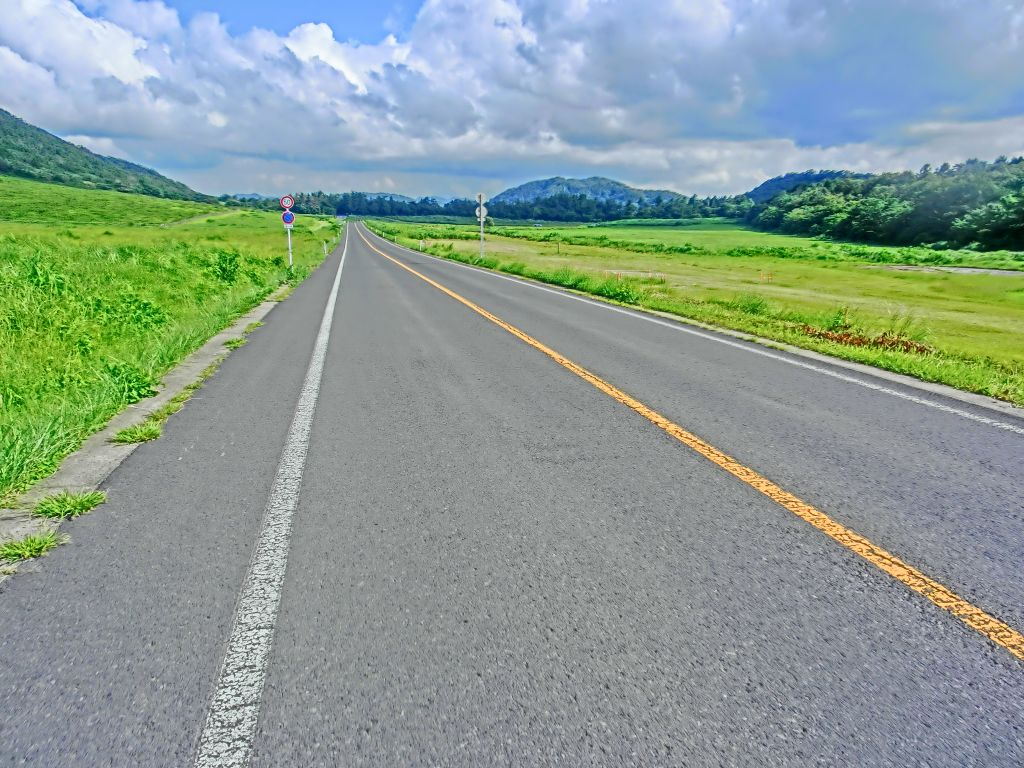
西の原の草原。
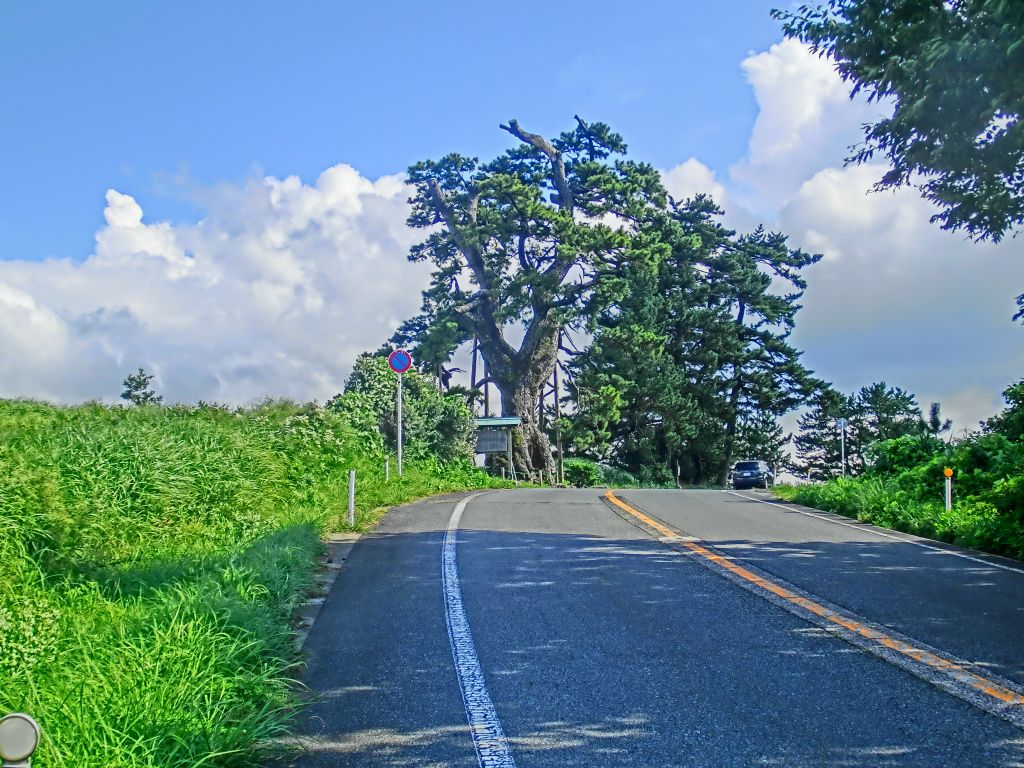
西の原の定めの松。